# Pollenia norwegiana
Pollenia norwegiana este o specie de muște din genul Pollenia, familia Calliphoridae, descrisă de Andy Z. Lehrer în anul 2007.
Este endemică în Norway. Conform Catalogue of Life specia Pollenia norwegiana nu are subspecii cunoscute.